# Louis Joseph César Ducornet
Louis Joseph César Ducornet (Lille, 10 de janeiro de 1806 – Paris, 27 de abril de 1856) foi um pintor francês que pintava com os pés. Ele é conhecido principalmente por cenas bíblicas e históricas, bem como por retratos.

## Biografia
Ducornet nasceu de pais pobres em Lille, em 10 de janeiro de 1806. Ele era acometido de focomelia desde o nascimento, não tendo braços nem coxas e apenas quatro dedos no pé direito. Ele não conseguia andar e teve que ser carregado pelo pai. Ainda criança, ele costumava pegar pedaços de carvão do chão com os dedos dos pés e os esboços que fazia eram considerados tão promissores que Louis recebeu instrução artística local.
Com a ajuda do município de Lille, foi enviado para Paris, onde estudou com Guillaume Guillon-Lethière, François Louis Joseph Watteau e François Gérard, e por um curto período de tempo recebeu uma pensão governamental do rei Luís XVIII. Embora a sua deficiência o tenha impedido de participar na competição do Prix de Rome, foi galardoado com várias medalhas no Salão. Ele até aceitou um aluno ocasional; notadamente Auguste Allongé. Ele pintou uma representação de Maria Madalena aos pés de Jesus após a ressurreição, que foi comprada pelo governo francês.

## Obras
Entre suas pinturas notáveis estão:
- Repentance. 1828.
- The Parting of Hector and Andromaque. (Lille Museum.)
- St. Louis administering Justice. (Lille Museum.)
- Death of Mary Magdalen. 1840. ( fr)
- The Repose in Egypt. 1841.
- Christ in the Sepulchre. 1843.
- Edith finding the body of Harold. 1855.

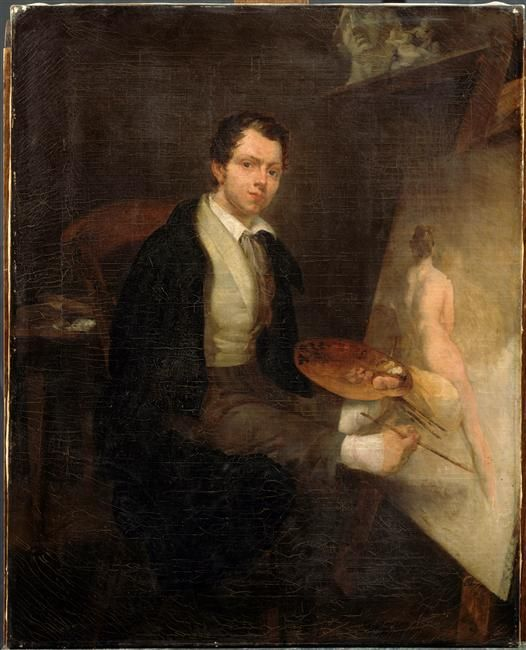
Auto-retrato, Palácio das Belas Artes de Lille.
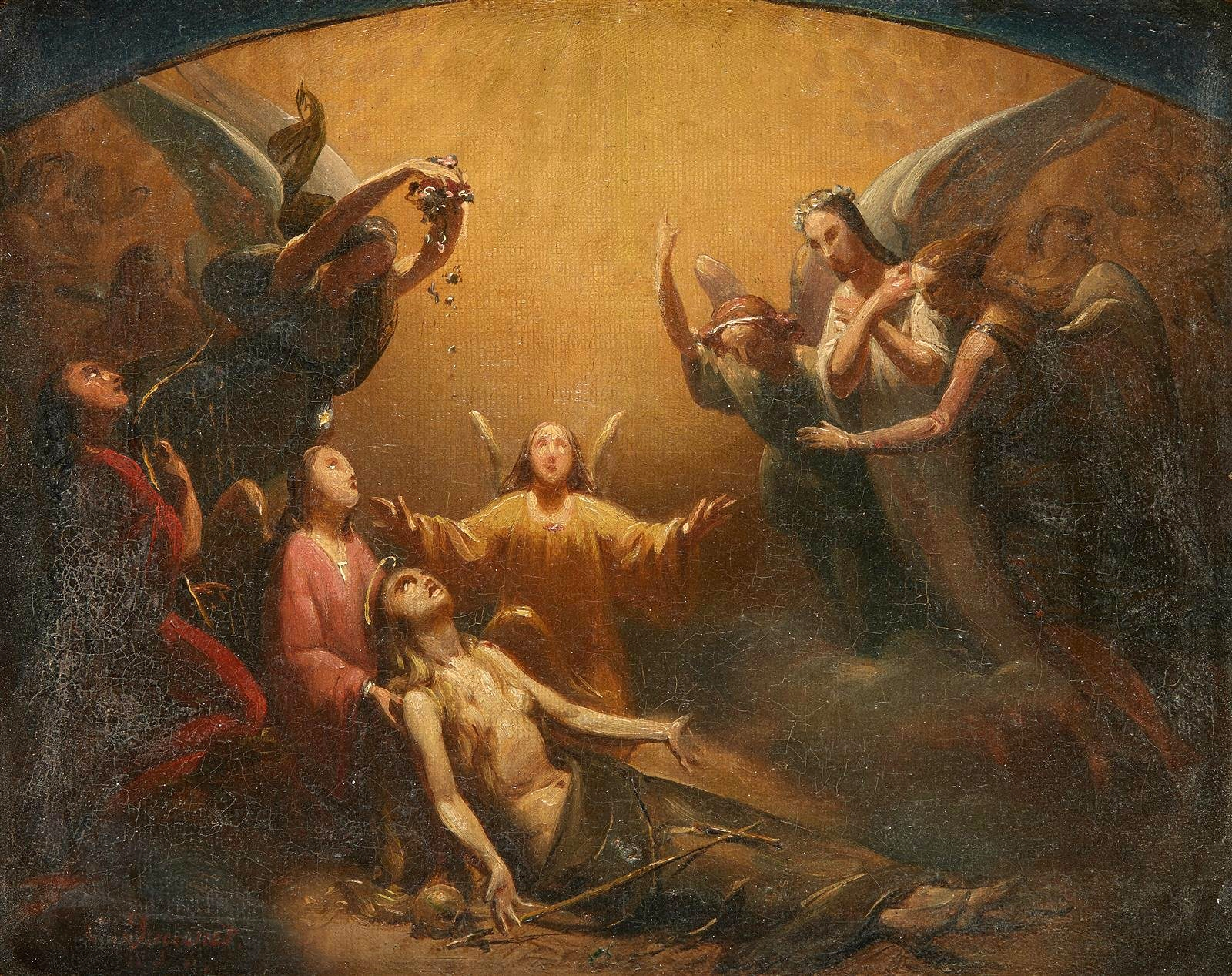
Maria Madalena em Êxtase, local desconhecido.
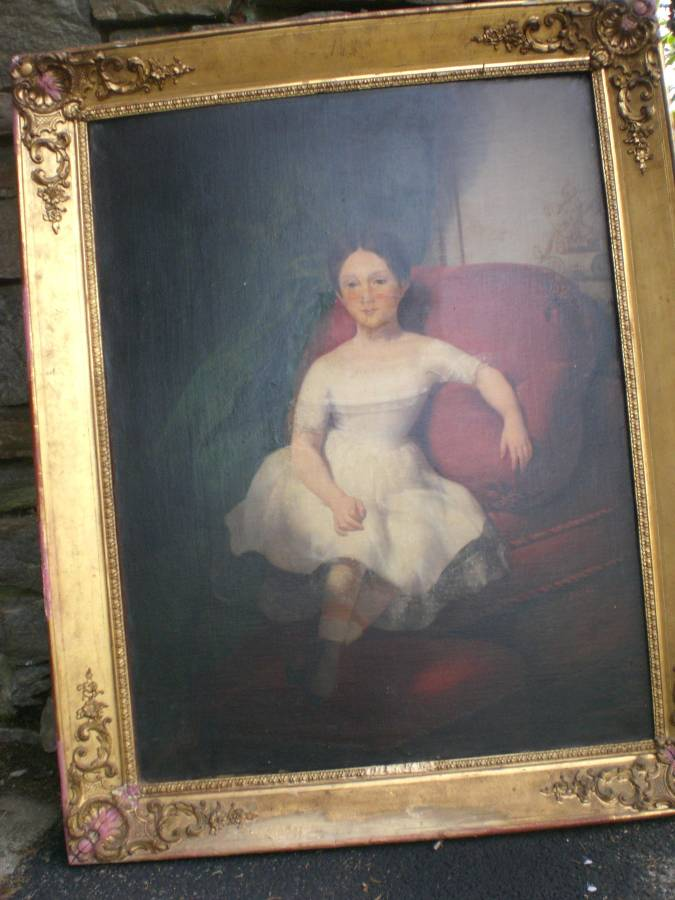
Retrato de uma jovem, coleção particular (EUA).